# Hoplia mucorea
Hoplia mucorea är en skalbaggsart som beskrevs av Ernst Friedrich Germar 1824. Hoplia mucorea ingår i släktet Hoplia och familjen Melolonthidae. Inga underarter finns listade i Catalogue of Life.